# Thomas Maos

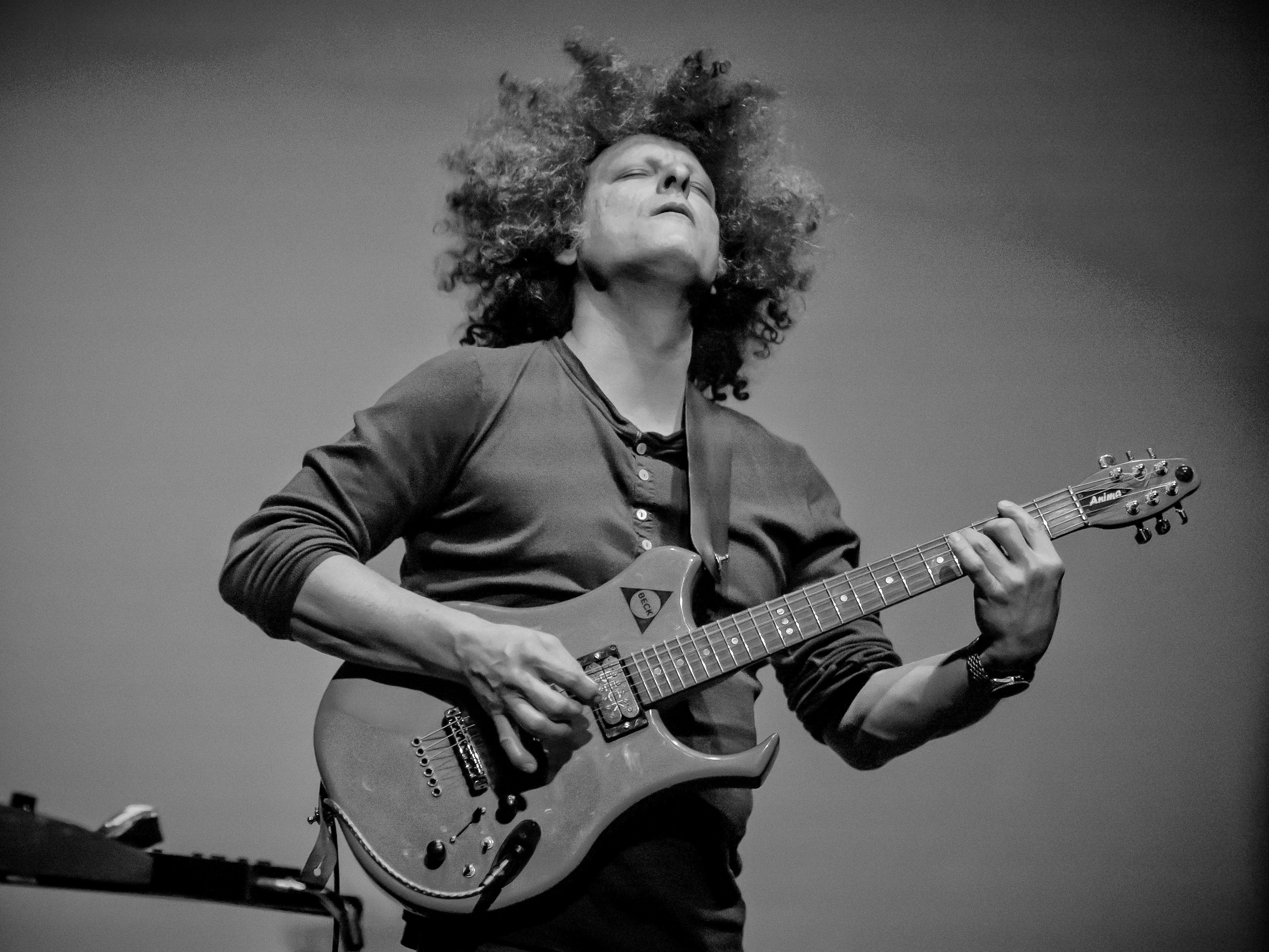
Thomas Maos am 3. Februar 2018 in Villingen

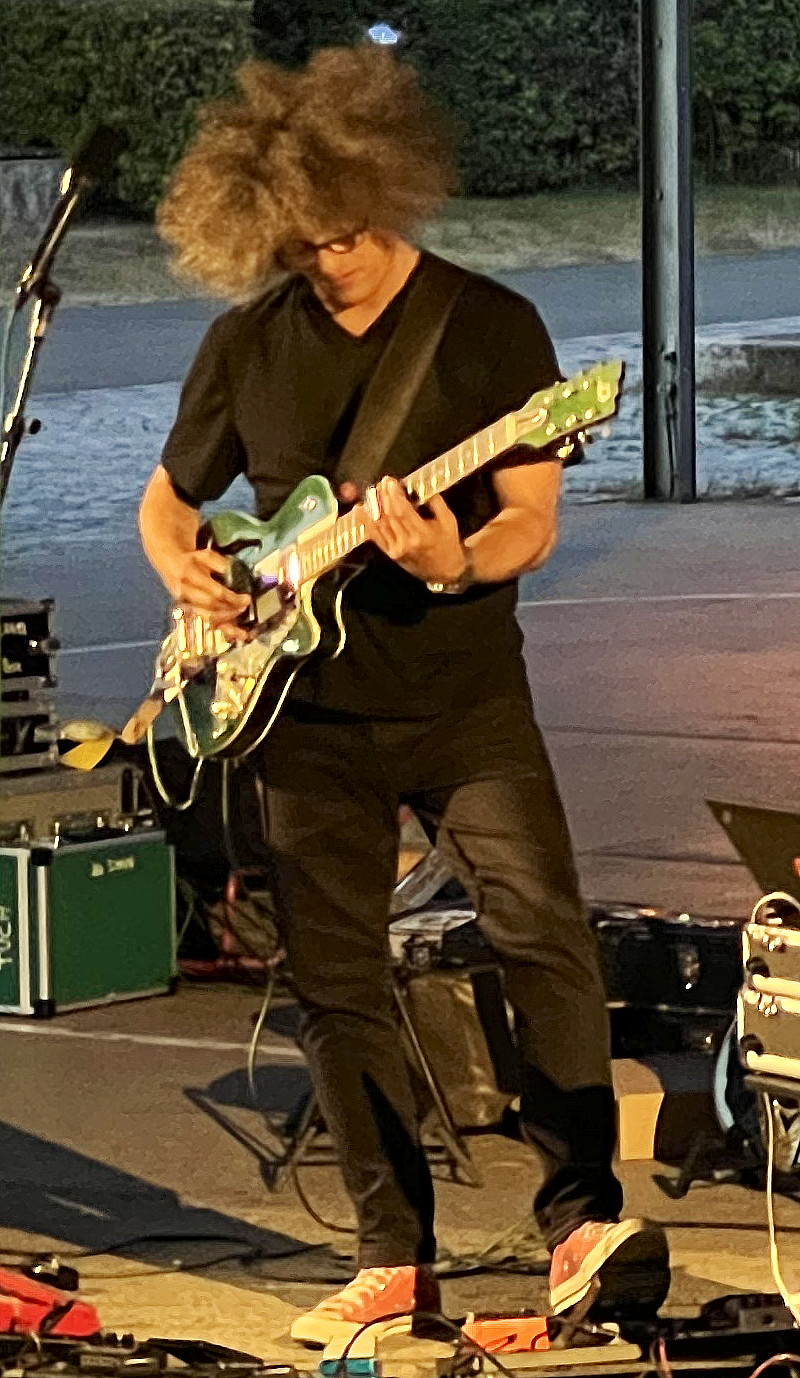
Thomas Maos am 30. Juli 2022 in Tübingen

Thomas Maos (* 1964 in Neckarsulm) ist ein deutsch-zypriotischer Gitarrist, Performer, Experimentalmusiker und Komponist sowie Musikfestival-Organisator.

## Leben und Wirken
Während des Zivildienstes und Psychologiestudiums (1984–89) an der Eberhard Karls Universität Tübingen verdiente Maos mit dem Vertonen von Werbefilmen (u. a. Shimano, Grundig, Ernst Klett Verlag), Auftritten mit diversen Rock/Pop-Bands und Gitarrenunterricht sein erstes Geld als Musiker. Von 1989 bis 1993 hatte er Gitarrenunterricht bei Albert Mayer-Mikosch in Tübingen; in dieser Zeit sammelte Maos auch Studioerfahrungen als Sessionmusiker u. a. für Alex Köberlein der Band Grachmusikoff (1993 Sonnemond).
Von 1990 bis 1996 organisierte und leitete er die Werkstattbühne NIET (New Improviser Ensemble Tübingen) im Tübinger Club Voltaire mit internationalen Gästen aus der frei improvisierten Musik u. a. mit Ulrike Helmholz, Gino Robair, Ingeborg Poffet, Helmut Bieler-Wendt, Uli Sobotta und Günter Heinz. Parallel dazu gründete er mit dem Singer-Songwriter Paco Steinmann die Rockband DEAD POETS mit Jörg Honecker (Bass) und Ralf Wettemann (Schlagzeug). Die Formation spielte in den folgenden Jahren in Deutschland, Schweiz und Frankreich ca. 800 Konzerte. Das 1996 von Sandi Strmljan produzierte Debütalbum Das Gelbe (BMG-Ariola) fand große Beachtung in der deutschen Musikpresse. 1996 absolvierte Maos den Popkurs, einen Kontaktstudiengang für Popularmusik der Hochschule für Musik und Theater Hamburg.
In den folgenden Jahren bewegte sich Maos vermehrt in unterschiedlich projektorientierter Arbeit zwischen E- und U-Musik. 1999 gründete Thomas Maos zusammen mit dem Cellisten und Medienkünstler Fried Dähn das internationale Festival Creative Arts and Music Project (CAMP). Das Festival fand seither auf Einladung an verschiedenen Orten statt (2005 Montemor – Lissabon, 2007 WKV Stuttgart – gefördert von der Kulturstiftung des Bundes, 2010 HfG Karlsruhe, 2009 feierte das Festival zehntes Jubiläum im Württembergischen Kunstverein Stuttgart). Im Jahre 2013 war es Teil der Biennale in Venedig.
Neben zahlreichen Soloauftritten arbeitet Maos mit Musikern wie dem US-Amerikaner Elliott Sharp, Saadet Türköz, Joseph Klammer und Mark Kysela sowie Schauspielern, Bildenden Künstlern, Visual Artists und Tänzern zusammen. 2013 tritt Maos mit der Formation BRAINS bei der Zappanale auf. Seit 2015 ist er Gitarrist und Arrangeur der Band Lucie M. und das Tribunal des Escargots, die 2017 ihr Debütalbum Kreuzweise herausbrachte.
Er unterrichtet als Gitarrenlehrer und Bandcoach an der Musikschule Jamclub Tübingen.
Zusammen mit seiner Frau Birgit Riegger, die Webauftritt und CD-Cover gestaltet, und den beiden gemeinsamen Kindern lebt und arbeitet er seit 1990 in Tübingen.

## Projekte (Auswahl)
- Sonic Visions Audio-visuelle Konzertreihe, die Thomas Maos zusammen mit Fried Dähn in Zusammenarbeit mit dem Kulturveranstalter Franz.K in Reutlingen kuratiert.[16]
- Beyond fire - Konzert für 10 Diaprojektoren und elektrische Gitarre mit Jörg Kallinich[17]
- Silentartorchestra, mit Sandi Strmljan.[18]

## Theatermusiken
Seit 1997 folgen zahlreiche Engagements als Musiker, Komponist und Performer an verschiedenen Theatern: Theater Lindenhof Melchingen, Landestheater Tübingen, Stadttheater Heilbronn, Zimmertheater Tübingen
- 2009 Der große Makabre, Zimmertheater Tübingen[20]
- 2010 Mei Mutter mag mi net - Volkslieder zersingen, Landestheater Tübingen[21]
- 2010 Älles Onser, Theater Lindenhof Melchingen
- 2012 Es gibt kein Ende, Monodialoge von Anna Jablonskaja. Deutsche Uraufführung - Zimmertheater Tübingen[22]

## Diskographie
- Das Gelbe Dead Poets, BMG Ariola (1998)
- Forbidden Planet mit Gino Robair, Pit Schmidt, Björn Eichstädt, (1999) Eigenvertrieb
- Kopfab - Spoken songs - Literatur und Musik, (2002) Eigenvertrieb
- PACO - Soul Tattoo, step advertainment[23]
- Chill in drill out (Contemporary Pieces for Electric Guitar), NurNichtNur Records, (2005)[24][25][26]
- Kent Masali, songs from the oriental occident, (2006) Eigenvertrieb
- The Brains, Endorphine, Way Out Records (2009)
- Larger than Life Silentartorchestra, Fastball Music (Sony Music), (2009)
- Mei Mutter Mag mi net - Volkslieder Zersingen, LTT Landestheater Tübingen (2010)
- Lucie M. und das Tribunal des Escargots,Kreuzweise (2017)

## Auszeichnungen
- 1996 Jahressieger mit der Band Dead Poets beim SWF 3 Rookies Nachwuchsbandwettbewerb.
- 2000 Einladung zum deutschen Kinder- und Jugendtheatertreffen in Berlin mit dem Theaterstück Sag doch was von Anders Ramberg, Landestheater Tübingen.
 (Regie: Jochen Fölster, Musik: Thomas Maos)[27]
- 2003 Stipendiat der Kunststiftung Baden-Württemberg[28]
- 2008 Stipendiat der Akademie Schloss Solitude